# Haremad (plante)
Haremad (Lapsana communis) er en enårig plante i kurvblomst-familien. Den bliver 50-100 centimeter høj og er almindelig i det meste af Danmark.

## Beskrivelse
Haremad er en spinkel urt med mælkesaft og lyreformet fjersnitdelte blade, det vil sige blade med et stort endeafsnit og få, små sidelapper. De små gule blomster, der har tungeformede kroner, sidder normalt 8 sammen i kurvene. Frugten er uden næb eller fnok. Plantens blomster er kun åbne om formiddagen og kun når solen skinner. Kurvene måler da 1-1,5 centimeter i diameter.

## Levested
Denne plante vokser bedst i en fugtig og næringsrig bund. Det kan være løvskove, haver og langs vejkanter. Den bliver ofte betragtet som ukrudt. I Danmark er den almindelig, bortset fra Vestjylland og Vendsyssel.
Arten er i øvrigt udbredt i Europa, Nordafrika, Vest- og Centralasien samt indslæbt i Nordamerika.